# Благой Попов (политик)
 Тази статия е за югославския политик от СР Македония.  За българския комунистически деец вижте Благой Попов.  За математика от Северна Македония вижте Благой Попов (математик).
Благой Попов (на македонска литературна норма: Благој Попов) е югославски политик от Социалистическа република Македония.

## Биография
Роден е в Кочани на 19 октомври 1919 г. Става член на ЮКП, избран е за секретар на местния комитет на партията в Кочани. През ноември 1942 г. е арестуван и лежи в затвора в Идризово до август 1943 г.
След Втората световна война е партиен секретар в Кочани, Щип и Струмица. Става член на ЦК на СКМ, министър на индустрията на Народна република Македония и председател на Стопанската камара на републиката. Като председател на събранието (кмет) на Скопие през 1963 – 1969 г. ръководи възстановяването на града след Скопското земетресение от юли 1963 г.. Впоследствие е съюзен секретар (министър) на транспорта в Съюзния изпълнителен съвет (федералното югославско правителство) в Белград.
Благой Попов е председател на Изпълнителния съвет на СРМ от 1974 до 1982 г. В края на кариерата си е член на Председателството на СРМ (1982 – 1986). Преди посещението му в Торонто на 7 март 1982 г. местните организации на МПО и македоно-българските църкви публикуват протестно отворено писмо до канадската общественост, в което заявяват, че през Втората световна война Тито е създал "македонската нация" от българските жители на Македония по заповед на Комитерна, осъществил е създаване на "македонски език" с декрет през август 1944 г. в манастира „Прохор Пчински“, ставайки единствените такива език и националност в световната модерна история, понеже повечето от македонските комунистически ръководители се чувстват българи, диктаторът и тайната му полиция ги елеминират един по един, в това число и първия президент на Македония Ченто, дори Библията на книжовен български е забранена за внасяне в СР Македония, читателите на книги на български са затваряни за 3 години, народът във Вардарска Македония е подложен на национален геноцид, но македонските емигранти могат да говорят свободно и заявяват, че целта на посещението му е да налага сърбокомунистическото влияние сред македонските емигранти.
Попов е награден с югославския „Партизански възпоменателен медал 1941“. Почива в Скопие на 14 април 1992 година.